# Stanisław Komorowski
Stanisław Jerzy Komorowski (født 18. december 1953, død 10. april 2010) var en polsk politiker og fysiker, der fungerede som viceminister for Polens forsvarsminister fra 2007 indtil sin død i 2010.
Han blev uddannet fysiker ved University of Warsaw . I 1985 modtog han sin doktorgrad. I perioden 1978-1990 var han forskningsstipendiat ved instituttet for fysisk kemi.
Han omkom under et flystyrt den 10. april 2010, sammen med bl.a. Polens præsident Lech Kaczyński.
1. ↑  Navnet er anført på bokmål og stammer fra Wikidata hvor navnet endnu ikke findes på dansk.